# Alexandr Samsonov
Alexandr Vasiljevič Samsonov (rusky Алекса́ндр Васи́льевич Самсо́нов; 2.jul./ 14. listopadu 1859greg. Andrejevka, Ruské impérium (dnes Ukrajina) – 17.jul./ 30. srpna 1914greg. Willenberg, Východní Prusko) byl důstojník ruské carské kavalérie, který sloužil jako generál během rusko-japonské a první světové války.

## Životopis
Samsonov se narodil v chersonské oblasti v Ruském impériu, dnes je tato oblast součástí Ukrajiny. Po ukončení kadetní školy Vladimíra Kyjevského a prestižní Nikolajevské jezdecké školy nastoupil ve věku 18 let k ruské carské armádě v hodnosti nižšího důstojníka v 12. husarském regimentu.
Samsonov bojoval v rusko-turecké válce v letech 1877 až 1878. Po válce navštěvoval Nikolajevskou vojenskou akademii v Petrohradě. Dne 4. listopadu 1888 byl jmenován starším pobočníkem u štábu 20. pěchotní divize a od 10. července 1885 do 4. února 1889 sloužil jako starší štábní pobočník u kavkazské granátnické divize. Od 11. března 1890 do 26. července 1896 sloužil na několika postech ve Varšavském vojenském okruhu. Následně se stal velitelem Jelizavetgradské jezdecké školy (dnes Kropyvnyckyj).

### Pozdější kariéra
Během boxerského povstání velel Samsonov jednotce jezdectva. Během rusko-japonské války (1904-5) velel jezdecké brigádě Sibiřských ussurijský kozáků. Během těchto bojů získal Samsonov pověst energického a rozhodného vojevůdce, avšak někteří pozorovatelé kritizovali jeho strategické nadání. Po boji o Šen-jang v roce 1905 obvinil generála Paula von Rennenkampf ze selhání při poskytnutí podpory během bojů. Následný konflikt udělal z obou důstojníků doživotní nepřátele.
V roce 1906 se Samsonov stal náčelníkem štábu Varšavského vojenského okruhu a v roce 1909 byl jmenován generálním guvernérem ruského Turkestánu a velitele Turkestánského vojenského okruhu. Sloužil i jako velitel Semiriečenských kozáků.

### První světová válka
Po začátku první světové války bylo Samsonovovi svěřeno velení 2. armády, která měla uskutečnit invazi do Východního Pruska. Samsonov pomalu postupoval do jihozápadního cípu Východního Pruska, maje v úmyslu spojit se jednotkami generála Rennenkampfa, které postupovaly ze severovýchodu. Avšak nedostatečná komunikace mezi oběma armádami ztěžovala koordinaci pohybu.
Generál Paul von Hindenburg a generál Erich Ludendorff, kteří dorazili na východní frontu vystřídat generála Maximiliana von Prittwitz, se zapojili do bojů se Samsonovovými postupujícími vojsky. První setkání se odehrálo 22. srpna 1914 a 6 dní se ruským vojskům dařilo zůstat ve výhodě. Avšak 29. srpna 1914 Němci obklíčili, odposlechnuvše komunikaci mezi ruskými armádami, Samsonovovu 2. armádu v lesích mezi Allensteinem (dnešní Olštýn) a Willenbergem. Následná porážka ruských vojsk se stala známou jako "(Druhá) bitva u Tannenbergu".
Generál Samsonov se snažil ustoupit, avšak s armádou sevřenou v německém obklíčení zabila nebo zajala německá 8. armáda většinu jeho vojáků. Jen 10 000 z původních 150 000 ruských vojáků uprchlo z obklíčení. Šokovaný katastrofickým výsledkem bitvy nebyl schopen hlásit velikost katastrofy carovi Mikuláši II. Samsonov se nikdy nevrátil na velitelství armády, ale místo toho 30. srpna 1914 spáchal sebevraždu v blízkosti Willenbergu. Jeho tělo bylo nalezeno německou hlídkou. Měl prostřelenou hlavu a v ruce držel svůj revolver. V roce 1916 bylo jeho tělo Němci prostřednictvím mezinárodního červeného kříže předáno jeho manželce.